# Metironeus hesperus
Metironeus hesperus är en skalbaggsart som beskrevs av Chemsak 1991. Metironeus hesperus ingår i släktet Metironeus och familjen långhorningar. Inga underarter finns listade i Catalogue of Life.